# Чемпионат Европы по академической гребле 1954
Чемпионат Европы по академической гребле 1954 года проводился на озере Босбан в Амстердаме (Нидерланды). Впервые официальной частью программы стали соревнования среди женщин. С 20 по 22 августа 34 женских экипажа из 13 стран разыграли 5 комплектов наград на дистанции 1000 метров. Потом с 26 по 29 августа 97 мужских экипажа из 20 стран выявили сильнейших в 7 дисциплинах на дистанции вдвое длиннее.

## Медалисты

### Женщины
| Дисциплина                        | Золото | Золото | Серебро | Серебро | Бронза | Бронза |
| Одиночки W1x                      | СССР · Роза Чумакова | 3:48,1 | Австрия · Ева Сика | 3:53,2  | Нидерланды · Агнес Рётер | 3:56,9 |
| Двойки парные W2x                 | СССР · Лариса Чаусова · Зося Ракицкая | 3:33,9 | ФРГ Маритта Гольц Гермине Хайден | 3:42,8  | Чехословакия · Светла Бартакова · Гана Мусилова | 3:44,3 |
| Четвёрки парные с рулевыми W4x+   | СССР · Елена Щербачёва · Тамара Тарскова · Наталья Санина · Клавдия Улогова · Роза Шереметьева (р)                                                                                | 3:27,0 | Австрия · Лисбет Кайбич · Лоре Кафка · Зигрид Фройс · Хильде Унтербергер · Ирма Рот (р)                                                                  | 3:40,3  | Нидерланды · Хендрика Тёбен · Крита Паулен · Фрида ван дер Хоп · Хелена Костер · Соня ван Кастелен (р)                                                                       | 3:44,2 |
| Четвёрки распашные с рулевыми W4+ | СССР · Лидия Вальчук · Людмила Блажко · Лидия Кирсанова · Наталья Морозова · Валентина Огородникова (р)                                                                           | 3:37,8 | Нидерланды · Бербертье Вохтело · Анс де Мей · Марьолейн ван Лит · Эвердина Лафебер · Лисбет де Вит (р)                                                   | 3:40,7  | Великобритания · Айрис Симпсон · Бетти Шубрук · Барбара Бенцинг · Маржори Луц · Рита Уолкердайн (р)                                                                          | 3:41,1 |
| Восьмёрки W8+                     | СССР · Ирина Лобнева · Нина Мартынова · Екатерина Копылова · Марина Схиртладзе · Лариса Концевая · Александра Соннова · Нина Севрук · Елена Лукатина · Валентина Огородникова (р) | 3:14,5 | Румыния · Мария Маймон · Лаура Митрой · Гизела Росташ · Элисабета Дьёрдь · Рита Шоб · Мариана Ватан · Марта Кардош · Соня Булуджою · Анджела Кодряну (р) | 3:17,6  | Нидерланды · Якоба Стефелс · Яннеке Ломан · Виллемейн Домхофф · Гвендолине Фельц · Йоханна Мольцер · Магда Схеперс · Хелена Каувенар · Йоханна Миннема · Йанетте Моленар (р) | 3:24,4 |

### Мужчины
| Дисциплина               | Золото | Золото | Серебро | Серебро | Бронза | Бронза |
| Одиночки M1x             | Швейцария · Ален Коломб | 7:12,4 | Польша · Теодор Коцерка | 7:18,0  | СССР · Александр Беркутов | 7:20,1 |
| Двойки парные M2x        | ФРГ Томас Шнайдер Герхард Хеге | 6:37,2 | Швейцария · Петер Стеблер · Эрих Шривер | 6:37,3  | СССР · Георгий Жилин · Игорь Емчук | 6:42,0 |
| Двойки без рулевых M2-   | Дания · Финн Педерсен · Кьелль Эстрём | 6:59,2 | СССР · Игорь Булдаков · Виктор Иванов | 7:03,6  | Великобритания · Кристофер Дэвидж · Дэвид Маклин | 7:04,8 |
| Двойки с рулевыми M2+    | Швейцария · Готтфрид Коттман · Рольф Штройли · Вальтер Лудин (р) | 7:36,7 | Франция · Клод Мартен · Эдуар Легери · Даниэль Форже (р)                                                                                               | 7:40,3  | Бельгия · Рене Верхувен · Йозеф ван Тилло · Вилли Вламинк (р) | 7:43,0 |
| Четвёрки без рулевых M4- | Италия · Джузеппе Мойоли · Джованни Цукки · Франческо Ладзари · Аттилио Кантони                                                                                              | 6:22,8 | Великобритания · Гэвин Соррел · Колин Портер · Сидни Рэнд · Майкл Бересфорд                                                                            | 6:26,4  | Швейцария · Рико Бьянки · Карл Вайдман · Эмиль Эсс · Хайнрих Шеллер                                                                                                  | 6:28,3 |
| Четвёрки с рулевыми M4+  | СССР · Юрий Тюкалов · Евгений Кузнецов · Фёдор Сухов · Евгений Сиротинский · Сергей Носов (р)                                                                                | 6:25,4 | Дания · Кнуд Йенсен · Поуль Лохт · Эйгил Крог · Бёрге Крог · Эйвинн Кристенсен (р)                                                                     | 6:34,2  | Чехословакия · Карел Мейта · Иржи Гавлис · Ян Йиндра · Станислав Луск · Радомир Плшек (р)                                                                            | 6:38,3 |
| Восьмёрки M8+            | СССР · Евгений Браго · Владимир Родимушкин · Слава Амирагов · Евгений Самсонов · Игорь Борисов · Леонид Гиссен · Алексей Комаров · Владимир Крюков · Николай Колосовский (р) | 5:53,3 | Дания · Флемминг Нимб · Кьелль Ларсен · Бёрге Хоугор · Эрик Скоугор · Эрнест Педерсен · Вальтер Шрёдер · Курт Андерсен · Оге Нильсен · Финн Хансен (р) | 6:00,8  | Югославия · Иво Сиришчевич · Анте Маринович · Филип Козулич · Живко Кралич · Йосип Билишков · Велько Куколь · Божидар Макьянич · Михайло Обрадович · Зденко Бего (р) | 6:02,6 |

## Командный зачёт
| Место | Страна         | Золото | Серебро | Бронза | Всего |
| ----- | -------------- | ------ | ------- | ------ | ----- |
| 1     | СССР           | 7      | 1       | 2      | 10    |
| 2     | Швейцария      | 2      | 1       | 1      | 4     |
| 3     | Дания          | 1      | 2       | 0      | 3     |
| 4     | ФРГ            | 1      | 1       | 0      | 2     |
| 5     | Италия         | 1      | 0       | 0      | 1     |
| 6     | Австрия        | 0      | 2       | 0      | 2     |
| 7     | Нидерланды     | 0      | 1       | 3      | 4     |
| 8     | Великобритания | 0      | 1       | 2      | 3     |
| 9     | Польша         | 0      | 1       | 0      | 1     |
| 9     | Румыния        | 0      | 1       | 0      | 1     |
| 9     | Франция        | 0      | 1       | 0      | 1     |
| 12    | Чехословакия   | 0      | 0       | 2      | 2     |
| 13    | Бельгия        | 0      | 0       | 1      | 1     |
| 13    | Югославия      | 0      | 0       | 1      | 1     |
| Всего | Всего          | 12     | 12      | 12     | 36    |

 Страна — хозяйка соревнований